# Gavicalis
Gavicalis es un género de aves paseriformes perteneciente a la familia Meliphagidae. Sus miembros son nativos de Australia y Nueva Guinea, y anteriormente se clasificaban en el género Lichenostomus. 

## Taxonomía
El género Gavicalis fue creado a raíz de un análisis filogenético publicado en 2011 que demostró que Lichenostomus era polifilético, por lo que fue escindido en varios géneros.
El género contiene tres especies:
- Gavicalis versicolor -  mielero versicolor;
- Gavicalis fasciogularis - mielero de manglar;
- Gavicalis virescens - mielero cantarín.

El nombre Gavicalis fue acuñado por los ornitólogos australianos Richard Schodde y Ian Mason en 1999. Esta palabra es un anagrama de Caligavis, el nombre de otro género melifágidos acuñado por Tom Iredale.